# Урок (фильм, 2014)
«Урок» (болг. Урок) — кинофильм режиссёров Кристины Грозевой и Петра Вылчанова, вышедший на экраны в 2014 году.

## Сюжет
Молодая учительница английского языка сталкивается с воровством в своём классе, однако все её попытки решить вопрос по-хорошему и убедить вора вернуть деньги терпят неудачу. Тем временем дома она узнаёт, что муж просрочил платежи по ипотеке и вскоре у них заберут дом. Нужно в течение нескольких дней найти крупную сумму денег. Бюро переводов, в котором она подрабатывает, «кормит её завтраками», а вскоре и вовсе банкротится. Обращение к богатому отцу также заканчивается плачевно из-за её неприязни к его новой пассии. Наконец, Надежда занимает деньги в микрокредитной конторе, владелец которой вскоре начинает откровенно угрожать ей расправой...

## В ролях
- Маргита Гошева — Надежда
- Иван Бырнев — Младен, муж Надежды
- Иван Савов — отец Надежды
- Стефан Денолюбов — хозяин кредитной конторы
- Поли Ангелова — секретарь
- Милена Илиева

## Награды и номинации
- 2014 — приз за лучший режиссёрский дебют на кинофестивале в Сан-Себастьяне.
- 2014 — специальный приз жюри Токийского кинофестиваля.
- 2014 — приз Варшавского кинофестиваля.
- 2014 — приз за лучший сценарий и приз «Бронзовый Александр» на кинофестивале в Салониках.
- 2014 — приз ФИПРЕССИ на киевском кинофестивале «Молодость».
- 2015 — Гран-при, приз ФИПРЕССИ, приз зрительских симпатий и приз за лучший болгарский фильм на Софийском кинофестивале.
- 2015 — приз за лучший международный дебют на Гётеборгском кинофестивале.
- 2015 — призы за лучшую режиссуру и за лучшую женскую роль на Трансильванском кинофестивале.
- 2015 — Гран-при минского кинофестиваля «Листопад».
- 2015 — приз за лучшую женскую роль на Вильнюсском кинофестивале.
- 2015 — Гран-при Люксембургского кинофестиваля.
- 2015 — участие в конкурсной программе Роттердамского и Иерусалимского кинофестиваля.
- 2015 — 4 премии Болгарской киноакадемии: лучший фильм, лучший режиссёр (Кристина Грозева, Пётр Вылчанов), лучшая актриса (Маргита Гошева), лучшая работа художника-постановщика (Ванина Гелева). Кроме того, лента получила 3 номинации: лучший сценарий (Кристина Грозева, Пётр Вылчанов), лучшая мужская роль второго плана (Стефан Денолюбов), лучшая операторская работа (Крум Родригес).